# MYOZ1
MYOZ1 (англ. Myozenin 1) – білок, який кодується однойменним геном, розташованим у людей на короткому плечі 10-ї хромосоми. Довжина поліпептидного ланцюга білка становить 299 амінокислот, а молекулярна маса — 31 745.
| 10         |  | 20         |  | 30         |  | 40         |  | 50         |
| ---------- |  | ---------- |  | ---------- |  | ---------- |  | ---------- |
| MPLSGTPAPN |  | KKRKSSKLIM |  | ELTGGGQESS |  | GLNLGKKISV |  | PRDVMLEELS |
| LLTNRGSKMF |  | KLRQMRVEKF |  | IYENHPDVFS |  | DSSMDHFQKF |  | LPTVGGQLGT |
| AGQGFSYSKS |  | NGRGGSQAGG |  | SGSAGQYGSD |  | QQHHLGSGSG |  | AGGTGGPAGQ |
| AGRGGAAGTA |  | GVGETGSGDQ |  | AGGEGKHITV |  | FKTYISPWER |  | AMGVDPQQKM |
| ELGIDLLAYG |  | AKAELPKYKS |  | FNRTAMPYGG |  | YEKASKRMTF |  | QMPKFDLGPL |
| LSEPLVLYNQ |  | NLSNRPSFNR |  | TPIPWLSSGE |  | PVDYNVDIGI |  | PLDGETEEL  |

A: Аланін

D: Аспарагінова кислота

E: Глутамінова кислота

F: Фенілаланін

G: Гліцин

H: Гістидин

I: Ізолейцин

K: Лізин

L: Лейцин

M: Метіонін

N: Аспарагін

P: Пролін

Q: Глутамін

R: Аргінін

S: Серин

T: Треонін

V: Валін

W: Триптофан

Кодований геном білок за функцією належить до фосфопротеїнів. 
Локалізований у ядрі, клітинних відростках.